# Cratere Taung
Taung è un cratere sulla superficie di Marte.